# Trennewurth
Trennewurth est une commune allemande du Schleswig-Holstein, située dans l'arrondissement de Dithmarse (Kreis Dithmarschen), à 13 kilomètres au nord-ouest de la ville de Brunsbüttel. Trennewurth est l'une des 13 communes de l'Amt Marne-Nordsee (« Marne-mer-du-Nord ») dont le siège est à Marne.